# Quello che è strano, via
Quello che è strano, via è una breve prosa di Samuel Beckett scritta in inglese (All Strange Away) nel 1963, pubblicata nel 1976 da Gotham Book Mart, quindi da Grove Press nella raccolta Rockaby and Other Short Pieces (1981) e da John Calder nella raccolta As the Story was Told (1990).
In italiano è stata tradotta da Roberto Mussapi per SE nel 1989 poi da Massimo Bocchiola (con il titolo Tutto l'estraneo via), inclusa nella raccolta Racconti e prose brevi (a cura di Paolo Bertinetti, Einaudi, 2010). In francese l'autore ne usò delle parti in Imagination morte imaginez, sorta di riduzione dello stesso testo che prende titolo dalla sua prima frase.
Dal testo è stato anche tratto uno spettacolo nel 1984, diretto da Gerald Thomas.

## Edizioni
- Samuel Beckett, All Strange Away, Gotham Book Mart, New York, 1976.
- id., Quello che è strano, via, testo inglese a fronte, trad. e postfazione di Roberto Mussapi, Collezione Piccola Enciclopedia n.62, SE, Milano, 1989, ISBN 88-7710-137-7; SE, Milano, 2010, ISBN 978-88-77-10838-8.
- id., Tutto l'estraneo via, trad. Massimo Bocchiola, in Racconti e prose brevi, Collana Letture, Einaudi, Torino 2010 ISBN 978-88-06-20215-6